# Arco Guidi
L'Arco Guidi fu un arco di trionfo situato a Bologna, in via Sant'Isaia (l'odierna via Andrea Costa).
Fu eretto tra il 1811 e il 1818.
Congiungeva il portico del Meloncello con quello della Certosa. Le fasi costruttive del portico e dell'Arco sono dettagliatamente riferite nella Descrizione Storica del Braccio di Portico che dal Meloncello conduce al Cimitero Comunale, di autore o autrice anonima, inserita nell'Almanacco statistico Bolognese per l’anno 1835.
Deve il suo nome al notaio Antonio Guidi, che per testamento donò la cifra necessaria alla sua costruzione.
Alcuni archi del portico, dal lato del cimitero, vennero demoliti nel 1927, per permettere il prolungamento della linea tranviaria verso lo stadio del Littoriale, eretto nel 1927 (oggi Stadio Renato Dall'Ara).
Venne demolito nel 1934.